# Канкелау
Канкелау (нім. Kankelau) — громада в Німеччині, розташована в землі Шлезвіг-Гольштейн. Входить до складу району Герцогство Лауенбург. Складова частина об'єднання громад Шварценбек-Ланд.
Площа — 4,21 км2. Населення становить 222 ос. (станом на 31 грудня 2020).